# San Agustín de los Tordos
San Agustín de los Tordos es una localidad del estado mexicano de Guanajuato. Es parte del municipio de Irapuato.

## Toponimia
El nombre «San Agustín» hace referencia al santo patrono de la localidad: Agustín de Hipona.

## Demografía
| Gráfica de evolución demográfica |
|                                  |

| Censo | Población |
| ----- | --------- |
| 1900  | 221       |
| 1910  | 358       |
| 1921  | 300       |
| 1930  | 320       |
| 1940  | 325       |
| 1950  | 508       |
| 1960  | 521       |
| 1970  | 699       |
| 1980  | 927       |
| 1990  | 1 043     |
| 2000  | 1 195     |
| 2010  | 1 329     |
| 2020  | 1 427     |